# Miranda Wang
Pour les articles homonymes, voir Wang (patronyme).
Miranda Wang (née en 1994), est la cofondatrice de Novoloop (anciennement BioCellection, Inc.), une entreprise spécialisée dans le développement durable. Novoloop vise en effet à transformer les déchets plastiques en matériaux performants pouvant être utilisés dans de multiples produits.
L’entreprise américaine s’engage ainsi à aider les industries à passer à une économie circulaire permettant de réduire considérablement la quantité de plastique qui entre chaque année dans les décharges, ainsi que la quantité de CO2  émise par les méthodes de production de matériaux couramment utilisées.

## Intérêt et éducation
L’intérêt de Miranda Wang pour la lutte contre les déchets plastiques a commencé lors d'une sortie scolaire à la station de transfert des déchets de Vancouver South. Le volume considérable de déchets plastiques présent dans station a incité Madame Wang à trouver un moyen de recycler ces matériaux.
Elle et sa cofondatrice, Jeanny Yao, ont fréquenté l'école secondaire Magee à Vancouver, en Colombie-Britannique, lorsqu'elles ont participé au concours Sanofi Biogenius Canada en 2012. Ce concours leur a permis de travailler avec des mentors tels que le professeur Lindsay Eltis de l'Université de la Colombie-Britannique, le Dr Adam Crowe et le Dr James Round, pour découvrir des bactéries dans le fleuve Fraser qui pourraient manger des phtalates.
Elles ont finalement abandonné l'utilisation d'une approche biologique pour dégrader les plastiques, mais ce travail initial a été le catalyseur des travaux en cours de Novoloop pour trouver des moyens évolutifs de recycler les plastiques.
Miranda Wang a ensuite étudié dans l'Université de Pennsylvanie, obtenant en 2016 un BA en biologie moléculaire avec une double mineure en philosophie et en ingénierie entrepreneuriale. Durant son séjour à l'université, elle a continué à travailler avec Yao pour créer leur entreprise. Ils ont notamment participé et remporté de nombreux concours et programmes d'entrepreneuriat à l'école.

## Novoloop
Après avoir obtenu son diplôme, Miranda Wang a poursuivi la création de Novoloop. Aujourd’hui, l’entreprise a développé un processus en plusieurs étapes qui transforme le polyéthylène de basse densité et haute densité (LDPE et HDPE), couramment utilisé dans les emballages jetables, en nouveaux matériaux durables. Le premier matériau de la société est un polyuréthane thermoplastique (TPU), qui a des performances comparables à de nombreux caoutchoucs commerciaux. En plus d'économiser le plastique recyclé des décharges, le processus de l'entreprise produit également beaucoup moins d'émissions de gaz à effet de serre que la production d'autres matériaux.
Novoloop a décidé de se concentrer sur des moyens innovants de recyclage des plastiques en polyéthylène (PE) car on constate un manque de technologies sur le marché qui nettoient ces « plastiques sales ». Maintenant que Novoloop a développé un moyen économique de recycler les plastiques en polyéthylène (PE), l’entreprise espère construire une usine de traitement entièrement commerciale. Miranda Wang espère que cette usine pourra recycler des dizaines de milliers de tonnes de plastique par an et qu’elle continuera de développer et de diversifier sa gamme de produits recyclés haute performance au cours des prochaines décennies. Pour se développer davantage, Novoloop s'est associé aux villes de San José, ainsi qu'à GreenWaste Recovery.

## Récompenses et reconnaissance
Miranda Wang et Novoloop ont remporté de nombreux prix depuis qu'ils ont commencé à développer des moyens innovants de recycler les déchets plastiques. Elle a notamment reçu le prix Jeunes champions de la Terre du Programme des Nations unies pour l'environnement. En 2019, elle remporte le Rolex Award for Enterprise  et Novoloop reçoit  25 000 $ en tant que finaliste du Urban Resilience Challenge . Le magazine Forbes a également reconnu Miranda Wang et Jeanny Yao en 2019  sur sa liste des 30 entrepreneurs sociaux de moins de 30 ans.